# 平松俊太郎
平松 俊太郎（ひらまつ としたろう、1882年（明治15年）4月29日 - 1967年（昭和42年）7月24日）は、岡山県川上郡備中町（現・高梁市）出身の地方政治家。倉敷市長、津山市長。

## 来歴
1882年、川上郡備中町で生まれる。学校は、岡山県師範学校へ進学した。
1929年から1937年まで、倉敷市長を2期務める。
1943年から1946年まで、津山市長を務めた。戦後、公職追放となった。その後岡山県議会議員を務めた。
1967年7月24日死去。享年85。

## 親族
- 弟 物部薫郎（内務官僚）[5]